# Myszuryn Rih
Myszuryn Rih (ukr. Мишурин Ріг) – wieś na Ukrainie w rejonie wierchniednieprowskim obwodu dniepropetrowskiego, centrum myszurynriskiej rady wiejskiej. 
Niegdyś położona nad Dnieprem forteca i osada kozacka, obecnie duża wieś zamieszkana przez 1 945 mieszkańców (2001), posiadająca przedszkole, liceum ogólnokształcące, bibliotekę, dom kultury, ambulatorium i punkt felczersko-akuszerski.

## Położenie
Wieś położona na prawym brzegu Zbiornika Kamieńskiego w północno-zachodniej części obwodu dniepropetrowskiego w pobliżu granicy z obwodem kirowohradzkim. Najbliższa zamieszkana miejscowość, Mosty, znajduje się 6 km na południe.

## Historia
W okolicy miejscowości znaleziono zabytki archeologiczne z epoki miedzi i brązu, ślady pobytu koczowniczych Scytów (VII–II wiek p.n.e.), elementy kultury czerniachowskiej oraz grodzisko z czasów Rusi Kijowskiej.
Za czasów wielkiego księcia litewskiego Witolda (1392–1430) wzniesiono tu fortyfikacje przeciwko najazdom tatarskim. 
W XVI w. Myszuryn Rih z położoną na lewym brzegu Perewołoczną stały się miejscem przepraw przez Dniepr. Od rozejm andruszowskiego (1667) Myszuryn Rih stał się nadgraniczną fortecą Zaporożców rosyjskich (leżał co prawda na prawym brzegu Dniepru, ale poniżej Czehrynia). Oprócz zajęć wojskowych miejscowa ludność zajmowała się hodowlą bydła, pszczelarstwem i rybołówstwem.
Kozacka osada Myszuryn Rih należała do pałanki kudackiej (1734–1775) Siczy Zaporoskiej.
W czasie II wojny światowej Myszuryn Rih znalazł się w ogniu bitwy o Dniepr. W tym miejscu forsowały rzekę oddziały Frontu Stepowego (37 Armia, 7 Armia Gwardii): 25, 27–28 września i 3–4 października 1943 r. Walki w tym rejonie trwały do końca października.